# Primera División 1934 (AAF)
La Primera División 1934, organizzata dalla Asociación Argentina de Football, si concluse con la vittoria dell'Estudiantil Porteño. Questo torneo si svolse in contemporanea con quello organizzato dalla LAF, e fu anche l'ultimo ad essere organizzato da una federazione diversa dalla AFA: difatti, AAF e LAF si fusero il 3 novembre 1934, dando vita alla Federazione unica. In seguito alla fusione tutti i club appartenenti alla AAF furono retrocessi in seconda divisione.

## Classifica finale
| Pos. | Squadra                          | Pt | G  | V  | N | P  | GF | GS | DR  |
| ---- | -------------------------------- | -- | -- | -- | - | -- | -- | -- | --- |
| 1.   | Estudiantil Porteño              | 36 | 22 | 17 | 2 | 3  | 51 | 24 | +27 |
| 2.   | Banfield                         | 33 | 22 | 14 | 5 | 3  | 50 | 20 | +30 |
| 3.   | Defensores de Belgrano           | 32 | 22 | 15 | 2 | 5  | 39 | 26 | +13 |
| 4.   | Sportivo Dock Sud                | 30 | 22 | 13 | 4 | 5  | 35 | 22 | +13 |
| 5.   | El Porvenir                      | 29 | 22 | 13 | 3 | 6  | 42 | 25 | +17 |
| 6.   | General San Martín               | 28 | 22 | 12 | 4 | 6  | 39 | 28 | +11 |
| 7.   | Estudiantes (BA)                 | 27 | 22 | 12 | 3 | 7  | 41 | 24 | +17 |
| 8.   | Sportivo Alsina                  | 25 | 22 | 11 | 3 | 8  | 42 | 37 | +5  |
| 9.   | Excursionistas                   | 23 | 22 | 10 | 3 | 9  | 41 | 35 | +6  |
| 9.   | Sportivo Acassuso                | 23 | 22 | 8  | 7 | 7  | 26 | 26 | 0   |
| 11.  | Argentino de Quilmes             | 21 | 22 | 8  | 5 | 9  | 51 | 37 | +14 |
| 11.  | Almagro                          | 21 | 22 | 8  | 5 | 9  | 32 | 30 | +2  |
| 11.  | Colegiales                       | 21 | 22 | 6  | 9 | 7  | 23 | 32 | -9  |
| 14.  | Nueva Chicago                    | 20 | 22 | 7  | 6 | 9  | 36 | 36 | 0   |
| 14.  | Argentino de Temperley           | 20 | 22 | 7  | 6 | 9  | 31 | 38 | -7  |
| 16.  | All Boys                         | 18 | 22 | 6  | 6 | 10 | 36 | 41 | -5  |
| 17.  | Gutenberg                        | 17 | 22 | 7  | 3 | 12 | 36 | 44 | -8  |
| 17.  | Barracas Central                 | 17 | 22 | 7  | 3 | 12 | 37 | 49 | -12 |
| 17.  | Sportivo Barracas                | 17 | 22 | 6  | 5 | 11 | 18 | 31 | -17 |
| 20.  | Liberal Argentino                | 15 | 22 | 6  | 3 | 13 | 33 | 53 | -20 |
| 21.  | Ramsar                           | 13 | 22 | 4  | 5 | 13 | 21 | 48 | -27 |
| 22.  | Sportivo Buenos Aires            | 11 | 22 | 4  | 3 | 15 | 35 | 56 | -21 |
| 23.  | Club Atlético y Sportivo Palermo | 9  | 22 | 3  | 3 | 16 | 16 | 50 | -34 |

## Classifica marcatori[3]
| Gol |  |  | Giocatore         | Squadra              |
| --- |  |  | ----------------- | -------------------- |
| 16  |  |  | Pedro Maseda      | Argentino de Quilmes |
| 16  |  |  | Domingo Tarasconi | General San Martín   |